# Тойне ван Рентергем
Антуан «Тойне» Франсуа Матьє ван Рентергем (нід. Toine van Renterghem; 17 квітня 1885, Гус — 1 березня 1967, США) — нідерландський футболіст, що грав на позиції нападника.

## Життєпис
Ван Рентергем грав за «Вікторію» з Гілверсума. В 1905—1911 роках виступав у клубі ГБС, в складі якого зіграв загалом 99 матчів і забив 20 голів. Ставав чемпіоном Нідерландів.
Зіграв три гри за збірну Нідерландів в 1906 і 1907 роках. Був у заявці на Літніх Олімпійських іграх 1908 року. Жодного матчу не зіграв і не був нагороджений бронзовою медаллю.
У 1902 році грав у неофіційній збірній Нідерландів у матчі проти клубу Болдклубен 1893 з Данії.
Також був непоганим тенісистом. Працював дантистом в Амстердамі та емігрував до Сполучених Штатів у 1953 році. Був сином відомого лікаря Альберта ван Рентергема. Одружився в 1911 році в Ікселі з бельгійкою Маргеріт Варнан, донькою генерал-майора Еразма Жозефа Варнанта. Письменник і учасник опору Тонні ван Рентергем був їхнім сином.

## Статистика

### Статистика виступів за збірну
| Дата      | Місто     | Господарі  | Результат | Гості      | Турнір           | Голи | Примітки |
| --------- | --------- | ---------- | --------- | ---------- | ---------------- | ---- | -------- |
| 13-5-1906 | Роттердам | Нідерланди | 2 – 3     | Бельгія    | товариський матч | -    |          |
| 14-4-1907 | Антверпен | Бельгія    | 1 – 3     | Нідерланди | товариський матч | -    |          |
| 9-5-1907  | Гарлем    | Нідерланди | 1 – 2     | Бельгія    | товариський матч | -    |          |
| Усього    |           | Матчів     | 3         |            | Голів            | 0    |          |

## Титули і досягнення
- Бронзовий призер Олімпійських ігор (1):

Нідерланди: 1908 (як запасний)
- Чемпіон Нідерландів (1):

ГБС (Гаага): 1906